# Prodiplosis citrulli
Prodiplosis citrulli är en tvåvingeart som först beskrevs av Ephraim Porter Felt 1935.  Prodiplosis citrulli ingår i släktet Prodiplosis och familjen gallmyggor.
Artens utbredningsområde är Arizona. Inga underarter finns listade i Catalogue of Life.